# هیکلوم
هیکلوم (به هلندی: Heukelom) یک منطقهٔ مسکونی در هلند است که در اویسترویک واقع شده‌است. هیکلوم ۰٫۳۵۳ کیلومتر مربع مساحت و ۲۶۴ نفر جمعیت دارد.